# Sörnäinen (métro d'Helsinki)
Sörnäinen (en finnois : Sörnäinen et en suédois : Sörnäs) est une station de la section commune aux lignes M1 et M2 du métro d'Helsinki. Elle est située sur 1a Helsinginkatu, en limite des quartiers Sörnäinen et Kallio ainsi que la section Harju du quartier Alppiharju, à Helsinki en Finlande.
Mise en service en 1984, elle est, depuis 2017, desservie alternativement par les rames des lignes M1 et M2.

## Situation sur le réseau

Plan du métro.

Établie en souterrain, Sörnäinen  est une station de passage de la section commune aux ligne M1 et M2 du métro d'Helsinki. Elle est située entre la station Hakaniemi, en direction du terminus ouest M2 Tapiola ou en direction du  terminus ouest M1 Matinkylä, et la station Kalasatama, en direction, de Mellunmäki terminus de la branche nord M2, et Vuosaari terminus de la branche est M1.
Elle dispose d'un quai central encadré par les deux voies de la ligne.

## Histoire
La station Sörnäinen est mise en service le 1er septembre 1984, sur la ligne déjà en service depuis 1982, elle est ajoutée entre les stations Hakaniemi et Kulosaari, la station Kalasatama n'ayant été mise en service qu'en 2007.

## Services aux voyageurs

### Accès et accueil
Située au n°1a de la Helsinginkatu, elle dispose de cinq accès (bouches et édicule), qui permettent de rejoindre le niveau -1 et par un cheminement souterrain le hall de la billetterie. Des escaliers mécaniques et des ascenseurs, pour l'accessibilité des personnes à la mobilité réduite, permettent les liaisons entre les différents niveaux et l'accès au niveau -2 du quai central de la station.

Installations
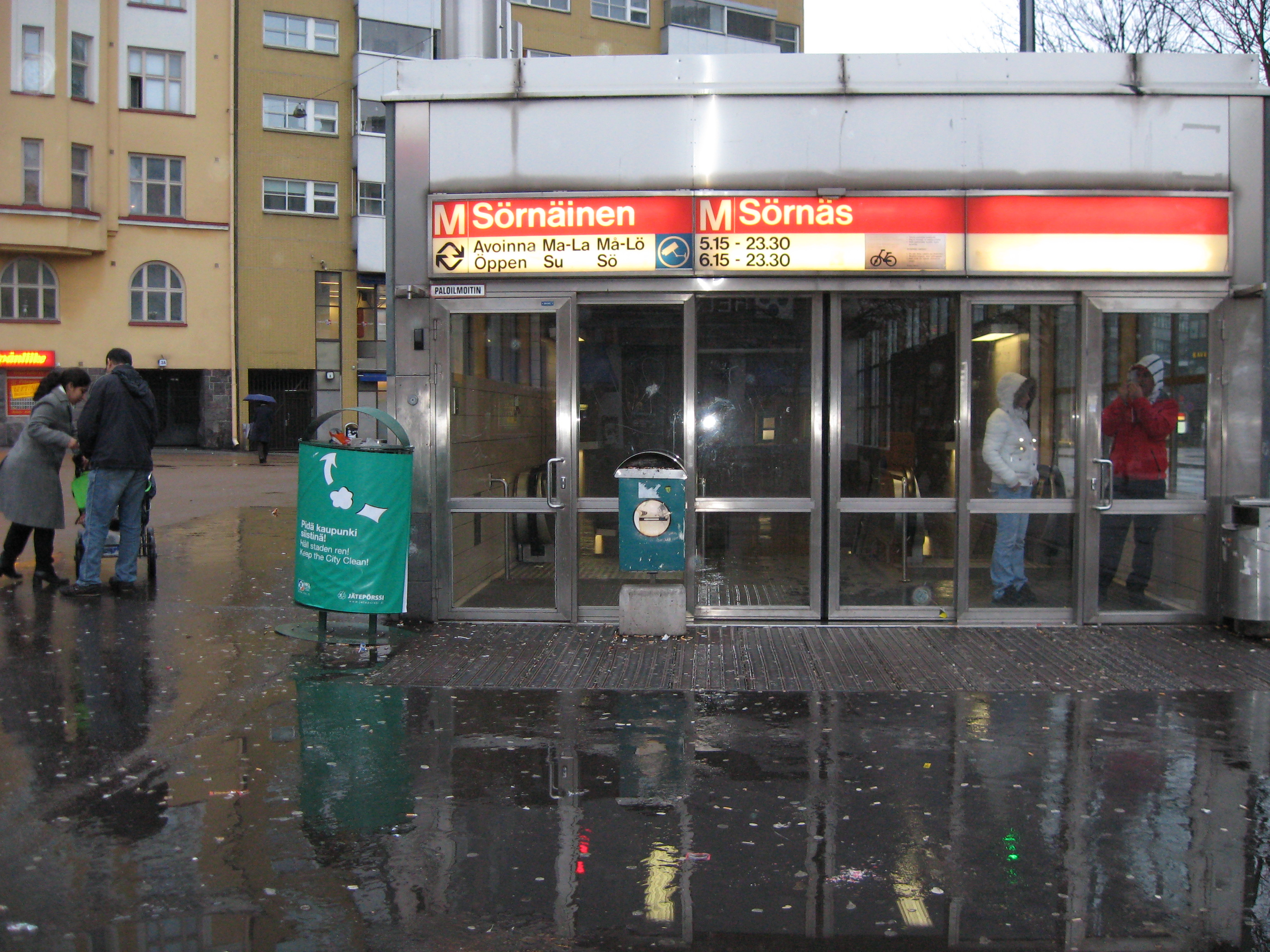
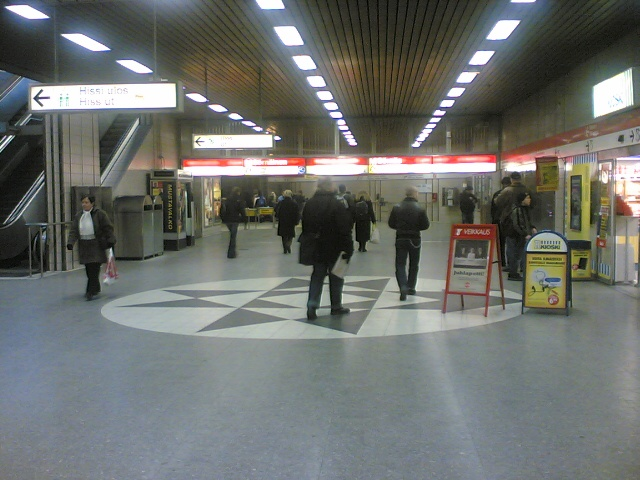
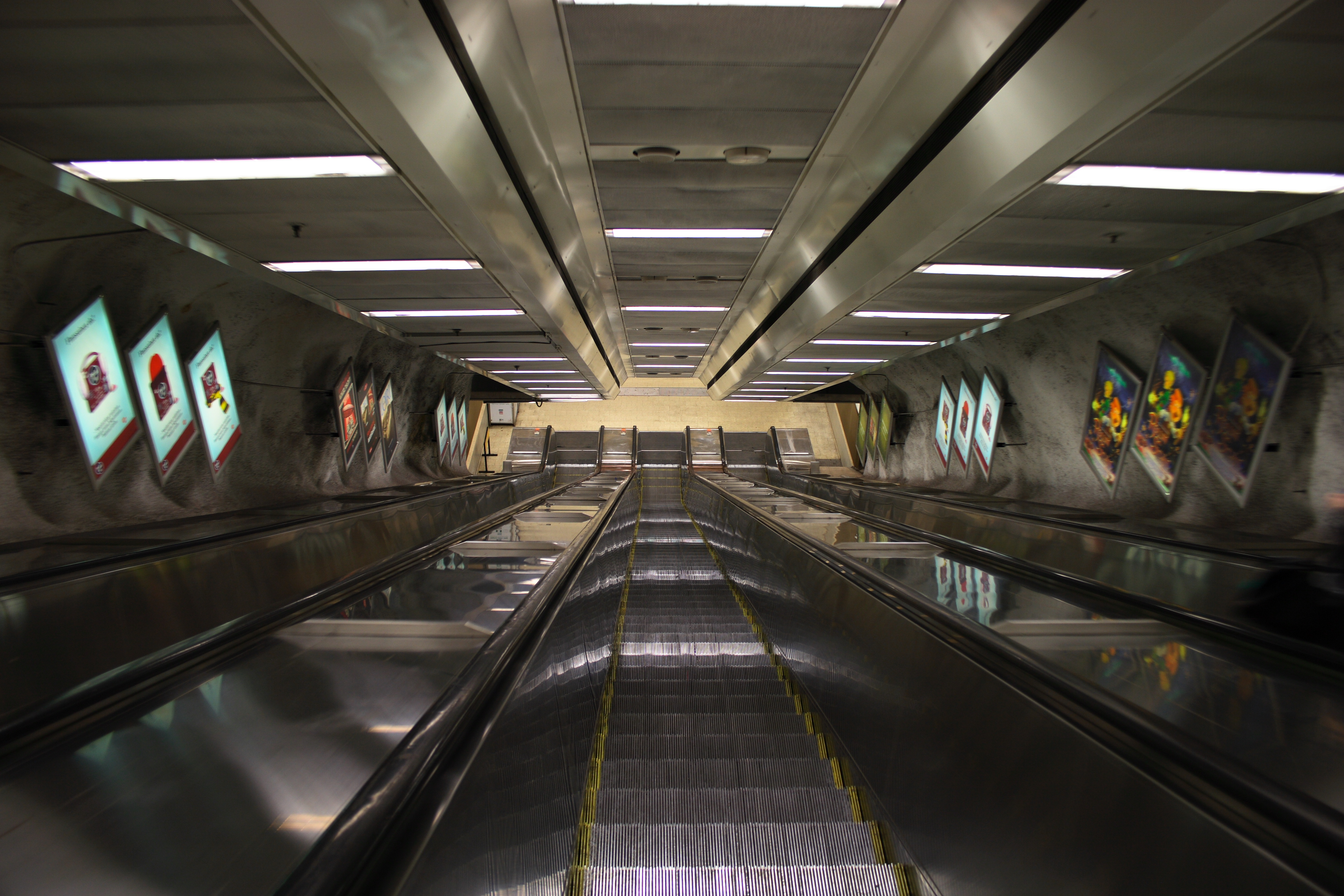

### Desserte
Sörnäinen est desservie alternativement par les rames de la ligne M1 et de la ligne M2.

Installations et desserte
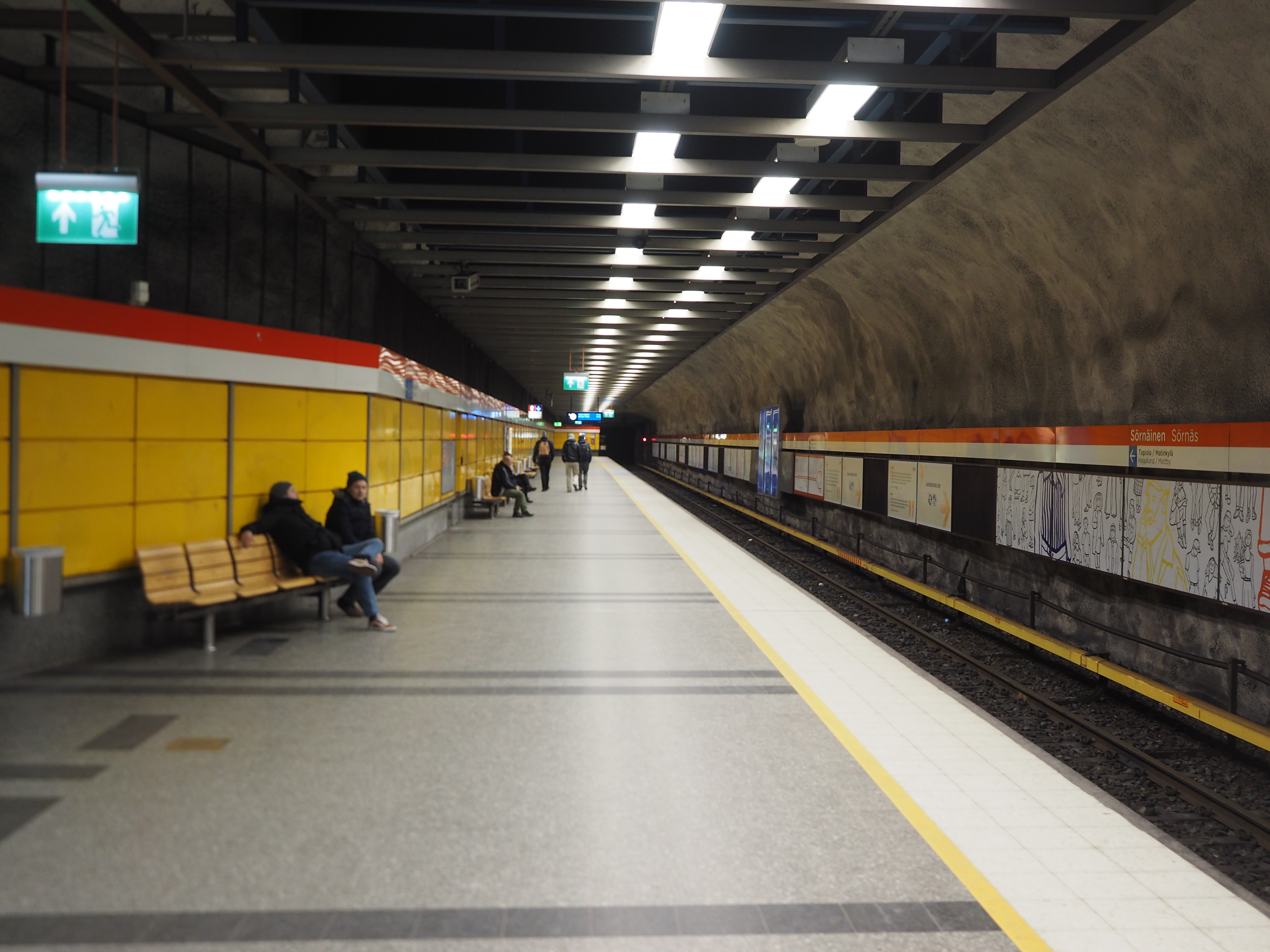
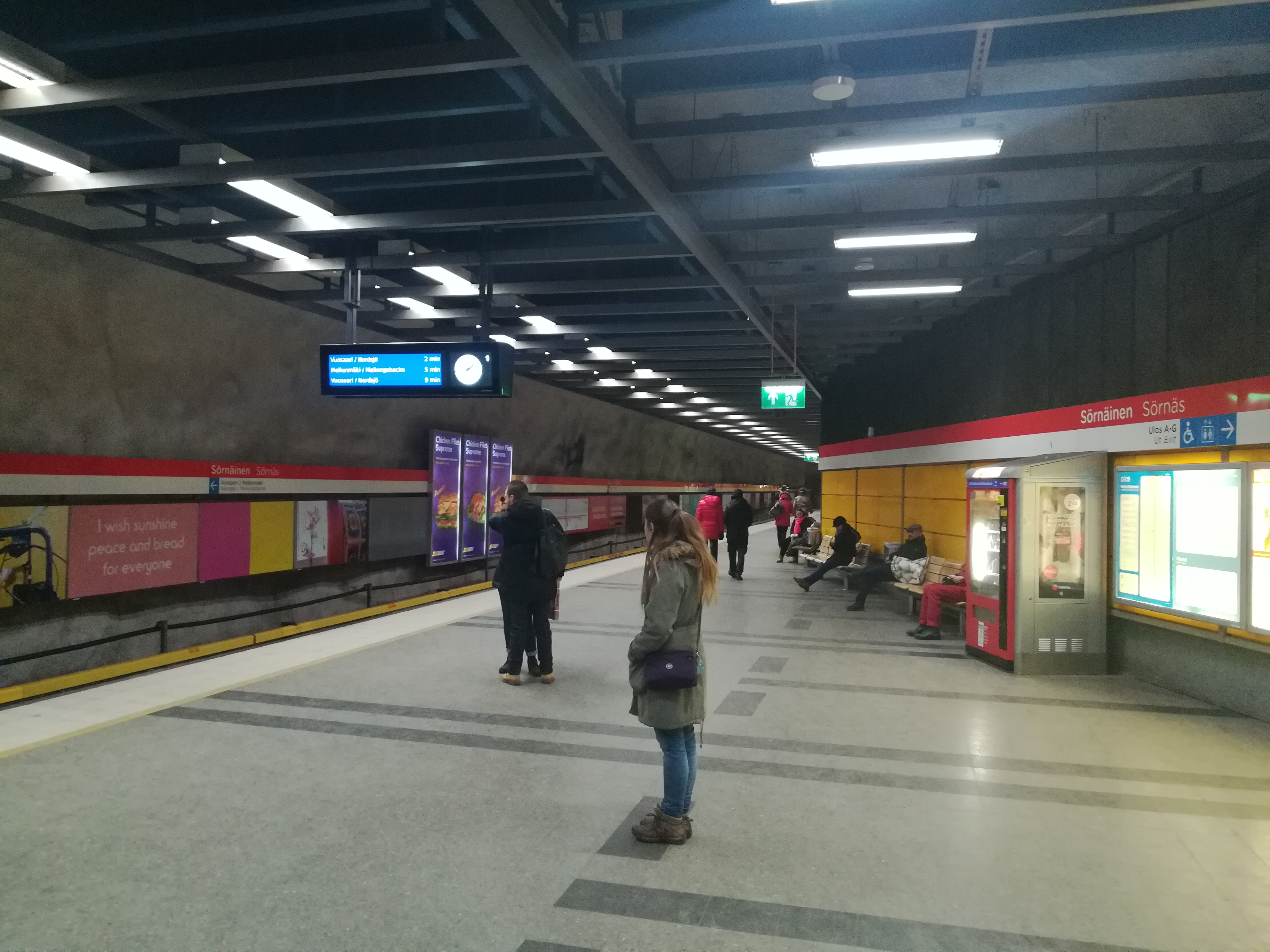
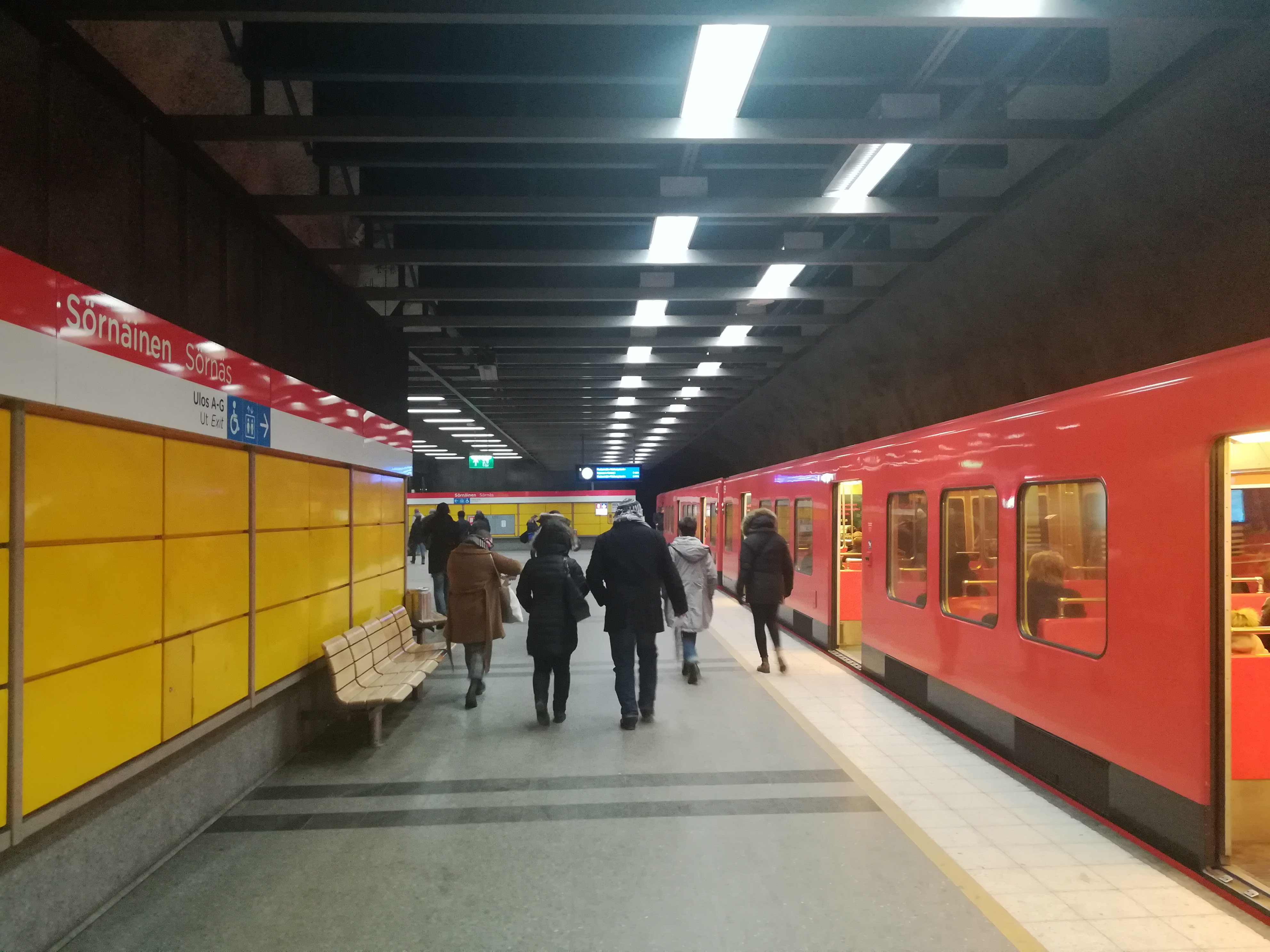

### Intermodalité
Elle est en correspondance avec les lignes 1, 6, 7 et 8 du tramway d'Helsinki.
Elle dispose d'un parc pour les vélos près de l'accès principal (édicule). Des arrêts de bus de la région d'Helsinki, situés à proximité, sont desservis par les lignes 61, 61T, 64, 65, 66, 67, 71, 73, 74, 75, 77, 78, 611, 614, 615, 616, 617, 623, 633, 643, 711, 718, 718A, 721, 731, 739, 785, 787, 788 et bus de nuit 61N, 67N, 73N, 74N, 77N, 78N, 79N, 633N, et 717N.